# Henri J. Benjaminstraat
De Henri J. Benjaminstraat is een straat in Paramaribo die loopt van de O'Ferralstraat naar de Wilhelminastraat.

## Bouwwerken
De straat is een afslag en ligt tegelijk in het verlengde van de O'Ferralstraat. Op dit punt bevindt zich de sportvereniging De Dolfijn met onder meer zwembaden en tennisvelden. Er zijn meerdere afslagen naar beide zijden totdat de straat uitloopt op de Wilhelminastraat.

## Gedenkteken
Het volgende gedenkteken staat in de straat:
| Onderwerp     | Type       | Kunstenaar     | Onthulling | Locatie               | Omschrijving           |
| ------------- | ---------- | -------------- | ---------- | --------------------- | ---------------------- |
| Anthony Nesty | borstbeeld | Erwin de Vries | 1995       | vereniging De Dolfijn | Olympisch zwemkampioen |

## Trivia
- Er is in Paramaribo ook een Hermand D. Benjaminstraat